# Дезен, Луи Пьер
Луи Пьер Дезен  (фр. Louis Pierre Deseine; 20 июля 1749[…], Париж — 11 октября 1822[…], Париж) — французский скульптор.

## Биография
Родился в 1749 году в Париже в семье плотника, был одним из восьми детей. В 1778 году поступил в Королевскую академию живописи и скульптуры вместе со своим глухим старшим братом Клодом Андре Дезеном (1740—1823), который в дальнейшем тоже стал выдающимся скульптором. В Академии обучался под руководством Гийома Кусту и Огюстена Пажу. В 1780 году получил Римскую премию в области скульптуры, а в 1791 году, на заре революционных событий, был избран действительным членом Королевской академии.
В годы Великой французской революции пути братьев Дезенов кардинально разошлись. Если старший, Клод Андре, стал идейным революционером и вступил в Якобинский клуб, то младший, Луи Пьер оставался убеждённым монархистом. Если старший прославился созданием терракотовых бюстов Робеспьера и Мирабо, то младший связал свою жизнь и творчество с фамилией принцев Конде — ближайших родственников свергнутых королей Франции. 
Луи Пьером были выполнены бюсты главы семьи Конде, дофина Франции Людовика XVII, Папы Римского Пия VII. За заслуги в области скульптуры он был награждён папским орденом Золотой шпоры, а в 1816 году сделан мальтийским рыцарем, несмотря даже на то, что был сыном плотника. 
В годы Реставрации Бурбонов скульптор был буквально обласкан почестями. Именно ему было доверено создание роскошного надгробия герцога Энгиенского в капелле Венсенского замка, в котором герцог ранее был казнён по приказу Наполеона. 
Луи Пьер Дезен скончался в 1822 году в Париже и был похоронен на кладбище Монпарнас.

## Галерея

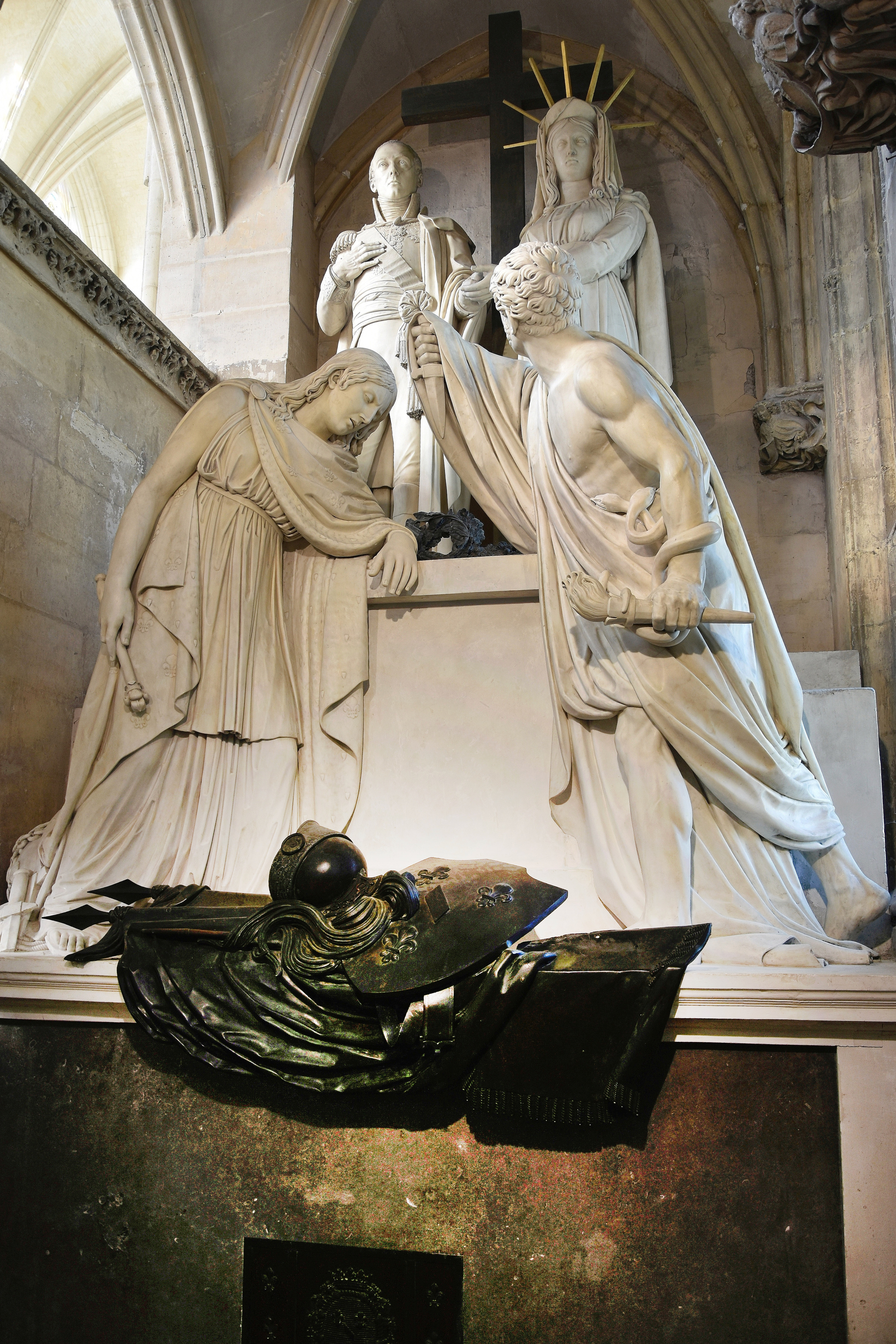
Надгробие герцога Энгиенского, Венсен.
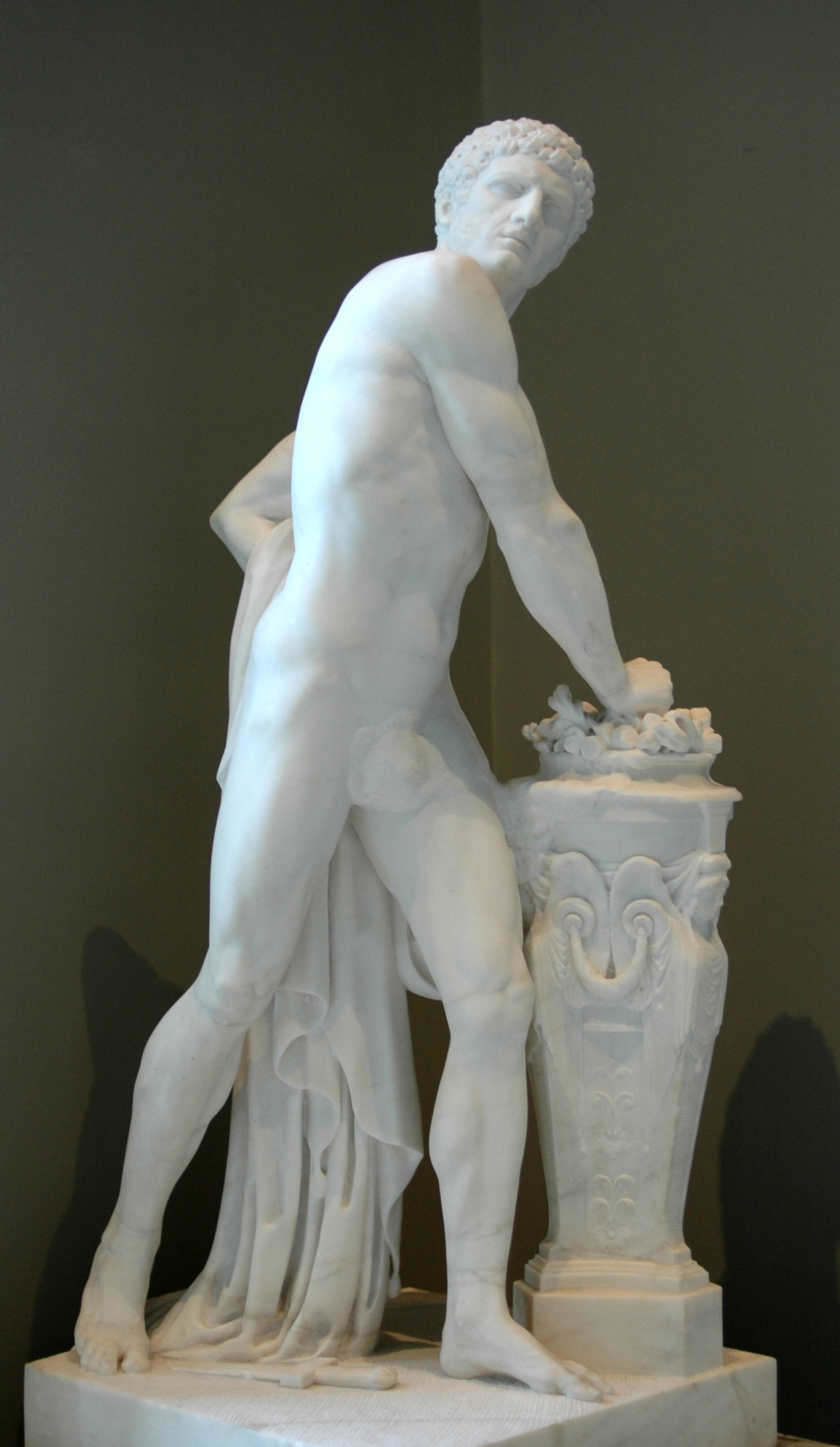
Муций Сцевола, Лувр.
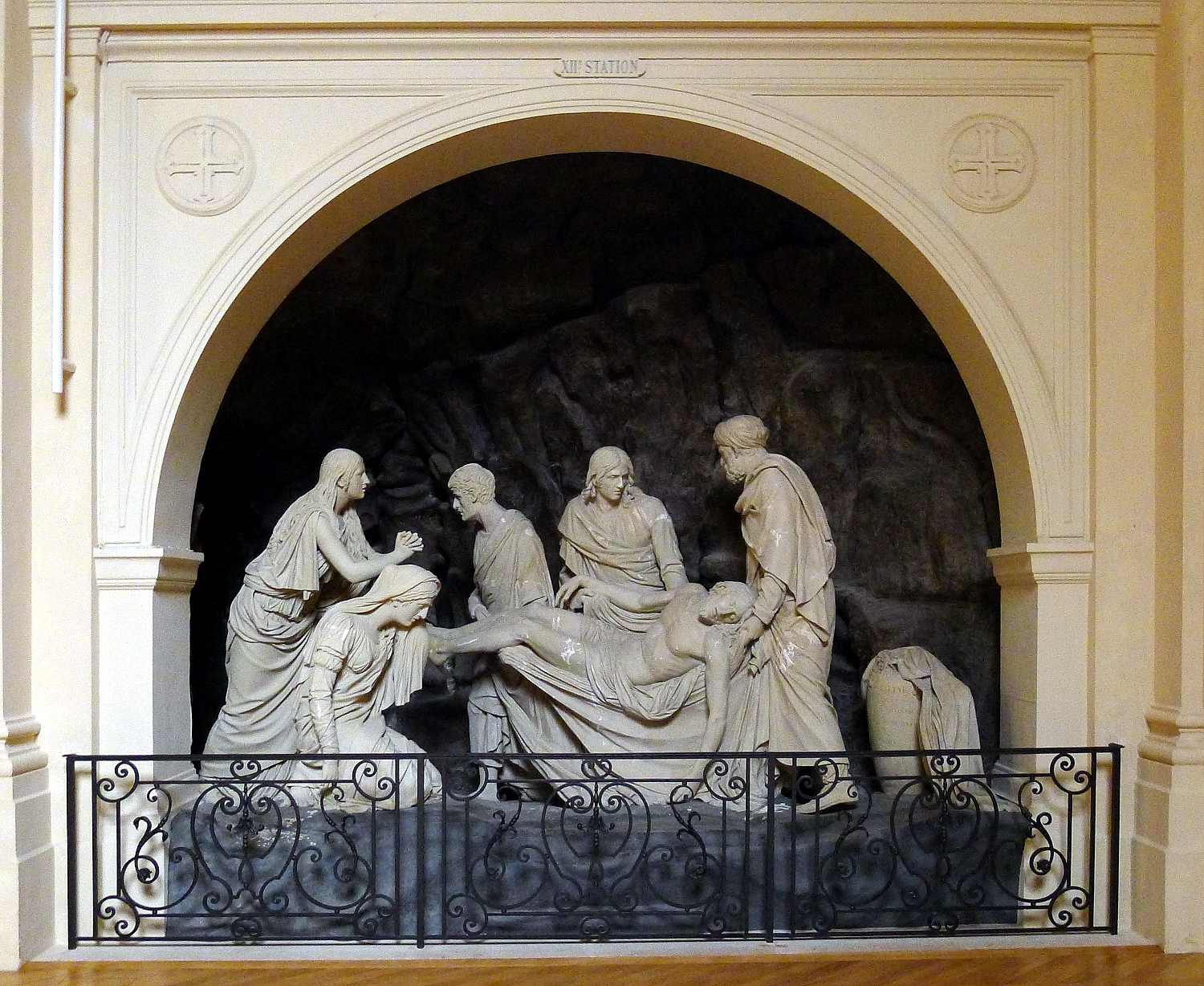
Положение во гроб. Церковь Святого Роха (Париж).
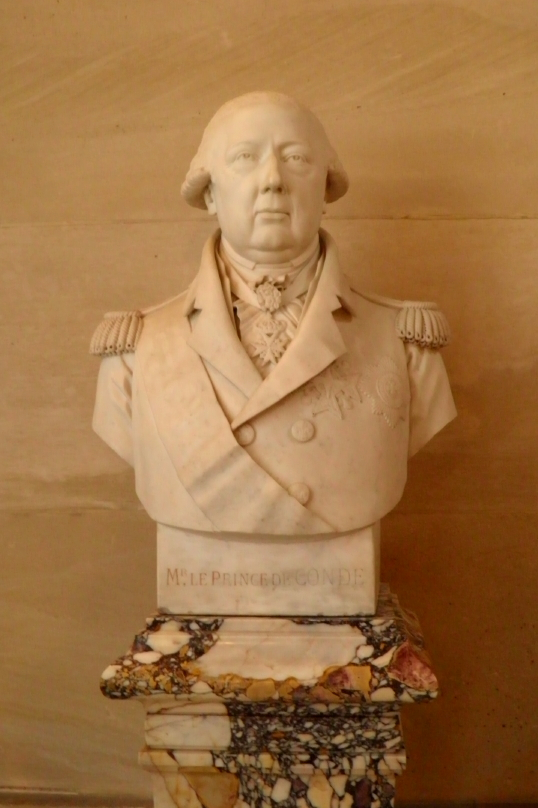
Бюст принца Конде.
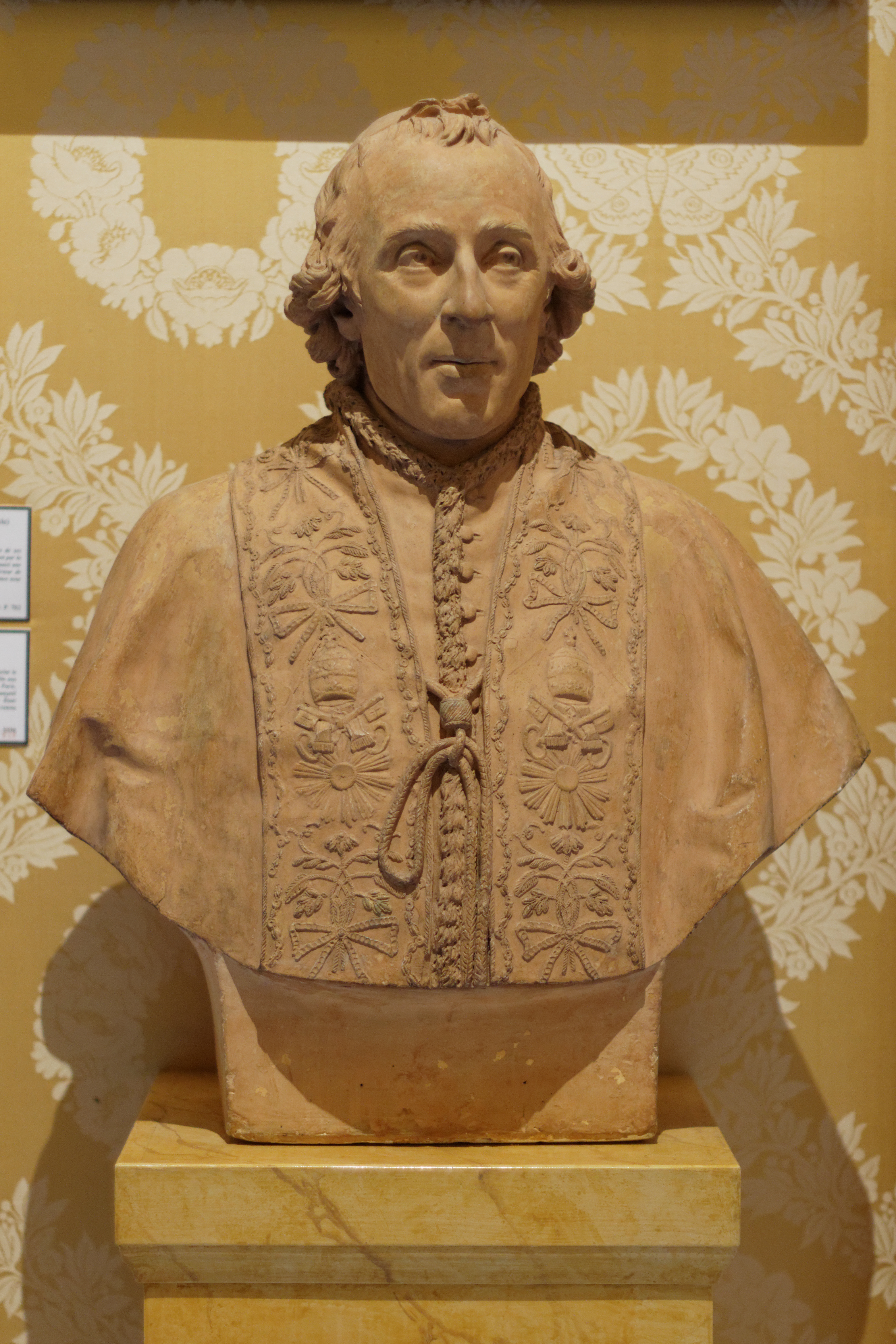
Бюст Папы Римского Пия VII.